# Zosteria affinis
Zosteria affinis är en tvåvingeart som beskrevs av Daniels 1987. Zosteria affinis ingår i släktet Zosteria och familjen rovflugor. Inga underarter finns listade i Catalogue of Life.